# Wszoły
Wszoły (Mallophaga, l. poj. wszoł) – owady wtórnie bezskrzydłe, przystosowane do pasożytniczego trybu życia. Grupa parafiletyczna, obecnie nie stanowi taksonu. Tradycyjnie klasyfikowana była w randze rzędu lub podrzędu. 

## Opis
Mają ciało grzbieto-brzusznie spłaszczone, długie na 0,5-12 mm. Odnóża są krępe i służą do przytrzymywania się na żywicielu. Czułki krótkie, 3-5-członowe. Ciało najczęściej pokryte gęsto włoskami oskórkowymi. Narządy gębowe gryzące, wyspecjalizowane; szczęki II silnie uwstecznione. Są zazwyczaj jajorodne, czasem partenogenetyczne, pasożytują na ptakach (piórojady) i ssakach (sierściojady). Żyją w piórach, włosach lub na skórze żywicieli. Odżywiają się piórami, włosami, komórkami naskórka oraz krwią zwłaszcza wydobywającą się z ran i zadrapań. Powodują chorobę zwaną wszołowicą.
Przenosiciele wielu mikroorganizmów chorobotwórczych. Mogą powodować szkody w hodowli ptactwa domowego. Są także przenosicielami tasiemca psiego. 

## Systematyka
Wszoły dawniej klasyfikowane były w randze rzędu lub podrzędu. Termin Mallophaga – wprowadzony do użytku w początkach XIX w. – obejmuje parafiletyczną grupę owadów obecnie klasyfikowanych w podrzędach Rhynchophthirina, Ischnocera i Amblycera. Wszoły i wszy tworzą rząd Phthiraptera.
Opisano ponad 3000 gatunków wszołów. Przedstawicielem pasożytującym w sierści psowatych jest sierścień psi (Trichodectes canis), u owiec: Trichodectes ovis, na bydle: Trichodectes bovis, na koniach: Trichodectes equi, na ptakach brzuchacz Goniocotes gigas (kury), Goniocotes bidentatus i Goniocotes hologaster (gołębie), Bavicola bovis (bydło, u nasady ogona na grzbiecie i łopatkach)

## Skamieniałości wszołów
Wszoły ze względu na swe małe rozmiary, delikatną budowę i brak muszli lub szkieletu zachowują się jako skamieniałości skrajnie rzadko. Do 2006 opisano wszoły z górnego triasu z Indii (Amblyceropsis indica i pokrewną wszołom wesz Anopluropsis khatamaensis), dolnej kredy z rejonu zabajkalskiego (Sarodectes vranskyi) oraz z eoceńskich skał z okolic Manderscheid w Niemczech (Megamenopon rasnitsyni). Jednak najnowsze badania ustaliły, że indyjskie okazy należą do roztoczy, okaz zabajkalski nie należy do wszołów, a być może i do owadów, zatem jedynym kopalnym gatunkiem wszoła jest eoceński Megamenopon rasnitsyni z Niemiec, reprezentujący podrząd Amblycera.